# Megarhyssa obtusa
Megarhyssa obtusa là một loài tò vò trong họ Ichneumonidae.